# 司馬欣
司馬 欣（しば きん、? - 紀元前203年）は、秦の将軍で官職は長史。そのために長史欣とも呼ばれた。項羽により三秦の王の一人に封じられた。 

## 生涯
部下で獄掾の曹咎（後の楚将）の進言で、犯罪を犯した項梁（項羽の叔父）を匿ったことがあった。
紀元前209年、趙高の命で章邯の副将として従軍し、陳勝・呉広の乱平定などに功があったが、後に章邯の命で趙高に援軍要請のために都の咸陽に向かった。だが、そこで旧部下から趙高が自分たちを処刑すると言われたため、慌てて裏街道から逃げ出した。やがて章邯に対して項羽に帰順すべく説いて項羽に降伏し、塞王に封じられた。
紀元前206年、劉邦によって上将軍に任命された韓信に攻められ、翟王董翳と共に漢に降る。だが、翌紀元前205年の睢水の戦いで董翳と共に再び楚に降った。
紀元前203年、大司馬曹咎と共に成皋を守った。しかし劉邦の軍に敗れ、曹咎・董翳 とともに汜水の辺りで自殺し果てた。